# Ignacio Ambríz
Marcos Ignacio Ambríz Espinoza (* 7. Februar 1965 in Mexiko-Stadt), auch bekannt unter dem Spitznamen Nacho (der Kurzform für Ignacio), ist ein mexikanischer Fußballtrainer und ehemaliger Fußballspieler auf der Position des Verteidigers.

## Spieler

### Verein
Obwohl Nacho Ambríz im Laufe seiner aktiven Karriere für insgesamt sechs Vereine tätig war, stand er nur bei seinem Heimatverein Necaxa für mehr als zwei Jahre unter Vertrag. Bei den Necaxistas spielte er in drei Etappen: am Beginn seiner Profikarriere zwischen 1983 und 1986, in seinen besten Jahren zwischen 1989 und 1996 sowie am Ende seiner aktiven Laufbahn zwischen 1999 und 2001. In den Spielzeiten 1994/95 und 1995/96 gewann er mit Necaxa die mexikanische Fußballmeisterschaft.

### Nationalmannschaft
Zwischen 1992 und 1995 kam Ambríz zu 64 Einsätzen für die mexikanische Nationalmannschaft. Sein Debüt feierte er am 26. Juli 1992 gegen El Salvador (2:1), sein letztes Länderspiel fand am 17. Juli 1995 gegen die USA (0:0) statt. 
Alle fünf Länderspieltreffer gelangen ihm 1993 in den Spielen gegen Honduras (3:0), El Salvador (3:1), Jamaika (6:1), USA (4:0) und China (3:0).
Höhepunkt seiner Länderspielkarriere war die Teilnahme an der Fußball-Weltmeisterschaft 1994, bei der er alle vier Spiele der Mexikaner in voller Länge absolvierte. 

## Trainer
Schon bald nach Beendigung seiner aktiven Laufbahn wurde er als Co-Trainer von Javier Aguirre verpflichtet, den er nach Spanien begleitete, wo er zunächst beim CA Osasuna und anschließend bei Atlético Madrid sein Geld verdiente. 
Im Sommer 2009 kehrte er nach Mexiko zurück und erhielt beim Club San Luis seinen ersten längerfristigen Vertrag als Cheftrainer, nachdem er in der Clausura 2003 bereits für sieben Spiele als Interimstrainer beim Puebla FC tätig war. Ende 2011 endete sein Engagement in San Luis und Anfang 2012 wurde er als Nachfolger von Fernando Quirarte als Cheftrainer bei Chivas Guadalajara verpflichtet.